# مثنيات
المثنيات أو المطويات (الاسم العلمي: Stolidobranchia)، رتبة حيوانات بحرية من شعيبة الغلاليات وطائفة الكيسيات.
تضم المجموعة كلاً من الحيوانات الاستعمارية والانفرادية. تتميز عن غيرها من الغلاليات بوجود سلال بلعومية مطوية.